# 28 років по тому
«28 років по тому» (англ. 28 Years Later) — постапокаліптичний фільм жахів 2025 року, знятий Денні Бойлом за сценарієм, який він написав у співавторстві з Алексом Ґарлендом. Продовження фільмів «28 днів по тому» (2002) і «28 тижнів по тому» (2007). У ролях Аарон Тейлор-Джонсон, Джоді Комер, Рейф Файнз, Джек О'Коннелл та Алфі Вільямс у своєму дебютному повнометражному фільмі.

## Синопсис
У 2002 році, під час епідемії вірусу люті, маленький хлопчик на ім'я Джиммі Крістал перебуває вдома. Інфіковані вриваються до будинку, вбиваючи його матір і сестер. Джиммі ховається в місцевій церкві, де молиться його батько, священик. Батько Джиммі заповідає синові хрест-намисто і допомагає йому сховатися, перш ніж піддатися натовпу інфікованих.
Через 28 років Британські острови перебувають на карантині, тоді як у континентальній Європі вірус вдалося подолати. На острові Ліндісфарн живе громада здорових людей. З рештою Британії острів поєднує дамба, яка з'являється над водою лише під час відпливу. Серед жителів острова Джеймі, збирач сміття; його дружина Ісла, яка має невідому психічну хворобу; та їхній 12-річний син Спайк. Джеймі та Спайк перетинають дамбу, щоб посвятити Спайка в дорослі, провівши полювання.
Спайк убиває одного зараженого. Потім обоє знаходять підвішеного за ноги зараженого з тавром «Джиммі». Спайк, вагаючись, убиває його теж. Потім в околиці з'являється велика зграя заражених, яку веде великий і розумний ватажок Альфа. Вони змушені сховатися на ніч на горищі занедбаного котеджу, звідки Спайк спостерігає за іноземними кораблями та пожежею. Коли горище раптово обвалюється, Альфа переслідує Джеймі та Спайка, які біжать по дамбі, хоча вона ще затоплена. Вартові їхнього селища застрелюють Альфу з луків і балісти.
Селище влаштовує вечірку для Спайка на честь першого вбивства ним зараженого. Спайк засмучується тим, як Джеймі перебільшує його заслуги. Потім він дізнається про роман Джеймі з Розі, сільською вчителькою. Повернувшись додому, він обговорює бачену пожежу з другом сім'ї Семом, який розповідає про Ієна Келсона, колишнього сімейного лікаря у вигнанні. Спайк вірить, що Келсон міг би вилікувати його матір. Наступного ранку Спайк дорікає Джеймі за його небажання звертатися за медичною допомогою для Ісли, а також за його невірність. Джеймі наполягає, що Келсон небезпечний. Не переконавшись, Спайк планує забрати свою матір з острова. Він таємно підпалює сарай, щоб відволікти місцевих жителів, і тікає з Іслою.
Сховавшись у зруйнованій церкві, Спайк засинає. Вночі заражений підкрадається і намагається його вкусити, але Ісла вбиває його. Наступного дня Спайка та Іслу рятує від групи заражених моряк ВМС Швеції Ерік Сундквіст, який єдиний вижив з екіпажу патрульного катера НАТО. Ісла виявляє вагітну заражену та допомагає їй народити, здавалося б, неінфіковану дівчинку. Ерік стріляє в заражену матір, коли вона кидається на них, та погрожує вбити Іслу та Спайка разом з новонародженим. Проте з'являється Альфа-батько та обезголовлює Еріка.
Альфу зупиняє Келсон за допомогою дротика зі снодійним. Він маскується від зараженим, обмазуючись йодом, і веде Спайка з Іслою до пам'ятника, який він збудував з людських кісток. Він очищує голову ріка до черепа, який приєднує до пам'ятника, та розповідає про своє розчарування людьми, які не зрозуміли, що він хоче вшанувати померлих.
Оглядаючи Іслу вночі, Келсон робить висновок, що в неї невиліковний рак. Він радить Спайку пам'ятати любов матері, а не намагатися подовжити її життя. Ісла погоджується на евтаназію, після чого Келсон віддає її череп Спайку, щоб поставити на вершині пам'ятника.
Коли Альфа наближається, Спайк відбивається від нього, рятуючи життя Келсона. Келсон заохочує Спайка повернутися додому з немовлям. Але Спайк залишає дитину й записку біля воріт селища, після чого повертається. Джеймі читає записку від Спайка, в якій розповідається, що він назвав дівчинку на честь матері Іслою, і обіцяє повернутися, коли буде готовий. Джеймі намагається піти за ним, але його зупиняє приплив.
Двадцять вісім днів по тому, коли Спайка переслідує зграя заражених, його рятують культисти в спортивних костюмах. Їхній лідер, дорослий Джиммі, тепер носить перевернутий хрест і простягає Спайку руку.

## Акторський склад
| Актор                | Роль               |
| -------------------- | ------------------ |
| Алфі Вільямс         | Спайк              |
| Аарон Тейлор-Джонсон | Джеймі             |
| Джоді Комер          | Ісла               |
| Рейф Файнз           | доктор Келсон      |
| Джек О'Коннелл       | Сер Джиммі Крістал |
| Ерін Келліман        | Джиммі Інк         |
| Едвін Райдінґ        | Ерік Сундквіст     |
| Емма Лейрд           | Джимміма           |

## Виробництво

### Розробка
У червні 2007 року студія Fox Atomic підтвердила можливість зйомок третього фільму залежатиме від фінансових показників «28 тижнів по тому» на домашньому відео. У липні того ж року Денні Бойл повідомив, що історія для третьої частини вже готова. У жовтні 2010 року Алекс Ґарленд заявив, що через розбіжності щодо прав на екранізацію проєкт відкладається. У січні 2011 року Бойл заявив, що він вірить, що проєкт буде реалізовано, підтвердивши подальший розвиток подій у цій історії. Однак у квітні 2013 року режисер висловив невпевненість у тому, що фільм буде знято. У січні 2015 року Ґарленд розповів про стан проєкту, підтвердивши, що, хоча він і потрапив у виробниче пекло, за лаштунками ведуться серйозні дискусії щодо продюсування проєкту. Він повторив, що розробка просувається, і заявив, що сценарій, над яким він працює, попередньо називатиметься «28 місяців по тому». У червні 2019 року Бойл підтвердив, що вони з Ґарлендом працюють над третьою частиною. У березні 2020 року Імоджен Путс висловила зацікавленість у повторному виконанні своєї ролі з другого фільму, а в травні 2021 року — Кілліан Мерфі.
У січні 2024 року було оголошено, що третій фільм під назвою офіційно перебуває в розробці; за планами, проєкт має стати першим із нової трилогії сиквелів. Денні Бойл буде режисером першої частини за сценарієм Алекса Ґарленда; останній також напише сценарії для кожного із запланованих сиквелів. Бойл, Ґарленд, Ендрю Макдональд і Пітер Райс виступлять продюсерами. У лютому того ж року Мерфі обговорював свою можливу участь у проєкті. У березні 2024 року Ґарленд підтвердив, що пише трилогію фільмів-продовжень. Наступного місяця письменник заявив, що фільм «Кес» 1969 року слугував натхненням при написанні сценарію «28 років по тому». Пізніше того ж місяця Кілліан Мерфі був оголошений виконавчим продюсером.

### Кастинг
У квітні 2024 року Аарон Тейлор-Джонсон, Джоді Комер і Рейф Файнс та Джек О'Коннелл, приєдналися до акторського складу, а Мерфі затвердили на роль Джима. Проте в січні 2025 року продюсер фільму Ендрю Макдональд повідомив, що Кілліан Мерфі не з'явиться у фільмі, хоча залишається виконавчим продюсером. Ерін Келліман доєдодана до акторського складу в червні.

### Зйомки
Основні зйомки розпочалися 7 травня 2024 року в Нортумберленді, оператором виступив Ентоні Дод Ментл.

## Випуск
10 грудня 2024 року вийшов трейлер фільму. Сам фільм вийшов у прокат в Сполучених Штатах 20 червня 2025 року.

## Сприйняття
На агрегаторі Rotten Tomatoes 88 % відгуків критиків позитивні. Консенсус вебсайту узагальнює: «Фільм „28 років потому“ зачіпає сучасні тривоги з лютим поспіхом людини, зараженої вірусом люті, створюючи захопливу та вісцеральну захопливу пригоду, яка перевершує всі очікування». На Metacritic середньозважена оцінка складає 77 балів зі 100, що свідчить про «загалом схвальні» відгуки. Rotten Tomatoes також зарахував «28 років по тому» до 100 найкращих фільмів про зомбі.
Кларисса Логрі в The Independent зробила висновок, що фільм відрізняється від першої частини тим, що пропонує щось значно більш сентиментальне та міфічне, ніж раніше. Сучасність тут стає схожою на середньовіччя, хоча «28 років потому» — це постбрекзитський, постковідний погляд на світ. Початкова ідея пронизлива, але проста — що наша схильність до гніву сама по собі є ознакою колапсу суспільства, і що різниця між монстром і людиною не така чітка, як нам хотілося б думати.
Кайл Лоґан у Chicago Reader писав, що «28 років потому» настільки сповнений ідей, що багато з них надмірно спрощені. Тому незрозуміло, чи фільм має забагато на увазі, чи це просто збірка постапокаліптичних кліше. З точки зору сюжету, він досить простий, однак не має тематичного фокусу. Розчаровує замала увага до відповідей на питання: чи готовий світ відвернути погляд від страждань, щоб почуватися в комфорті? Концепція про те, що Британські острови були перетворені на карантинну зону, щоб решта світу могла продовжувати жити так, ніби інфіковані не є проблемою, розвивається лише в одній сцені. В підсумку «28 років по тому» не вдається зробити нічого краще, ніж першому фільму.
Бен Трейвіс у Empire описав «28 років потому» як «чистий горор, сповнений адреналіну». Велика земля наповнена повсюдною небезпекою, з натяками, що заражені, можливо, тепер є окремою цивілізацією. Кожна мить приносить відкриття. Але за своєю суттю, це дика, некерована одіссея, історія дорослішання, що йде зигзагами, на тлі якої помітно питання — чи не є життя серед небезпеки тими самими «старими добрими часами», за якими багато хто сумує?
Денис Федорук на ITC.ua підсумував: попри те, що на початках «28 років по тому» виглядає надзвичайно потужно, у підсумку картина викликає вкрай неоднозначні почуття. Три сюжетних акти є ніби окремими фільмами, хоча Бойл та Ґарленд намагаються якщо не переосмислити, то бодай презентувати кривавий жанр на свій лад. Але форма у Бойла все ж превалює над змістом — або радше над здатністю адекватно його донести, показуючи чергову родинну трагедію з дивним фіналом.